# NITEL Vasco da Gama FC
El NITEL Vasco da Gama fue un equipo de fútbol de Nigeria que alguna vez jugó en la Liga Premier de Nigeria, la liga de fútbol más importante del país.

## Historia
Fue fundado en el año 1970 en la ciudad de Enugu bajo el nombre P&T Vasco da Gama por el patrocinio de la Post and Telecommunications Department (P & T) y el Ministerio de Comunicaciones.
Fue uno de los 6 equipos fundadores de la Liga Premier de Nigeria en 1972 y su nombre se debió al club brasileño CR Vasco da Gama. A mediados de la década de los años 1980s, la P & T se fusionó con la Nigerian External Telecommunications Limited (NET.), por lo que el club cambió su nombre por el de NITEL Vasco da Gama.
Luego de estar solo dos temporadas en la máxima categoría, el club retornaría para la temporada 1993, pero esa misma temporada descendió.
El club vagó en la segunda categoría hasta que al final de la temporada 1995/96 la directiva del club anunció la desaparición del club en noviembre de 1996.

### Sucesión
Tan solo un mes después de la desaparición del club, el gobierno de Akwa Ibom decidió crear un nuevo club que representara a la ciudad, por lo que nació el Akwa United FC en el mes de diciembre.